# Rupertsbuch

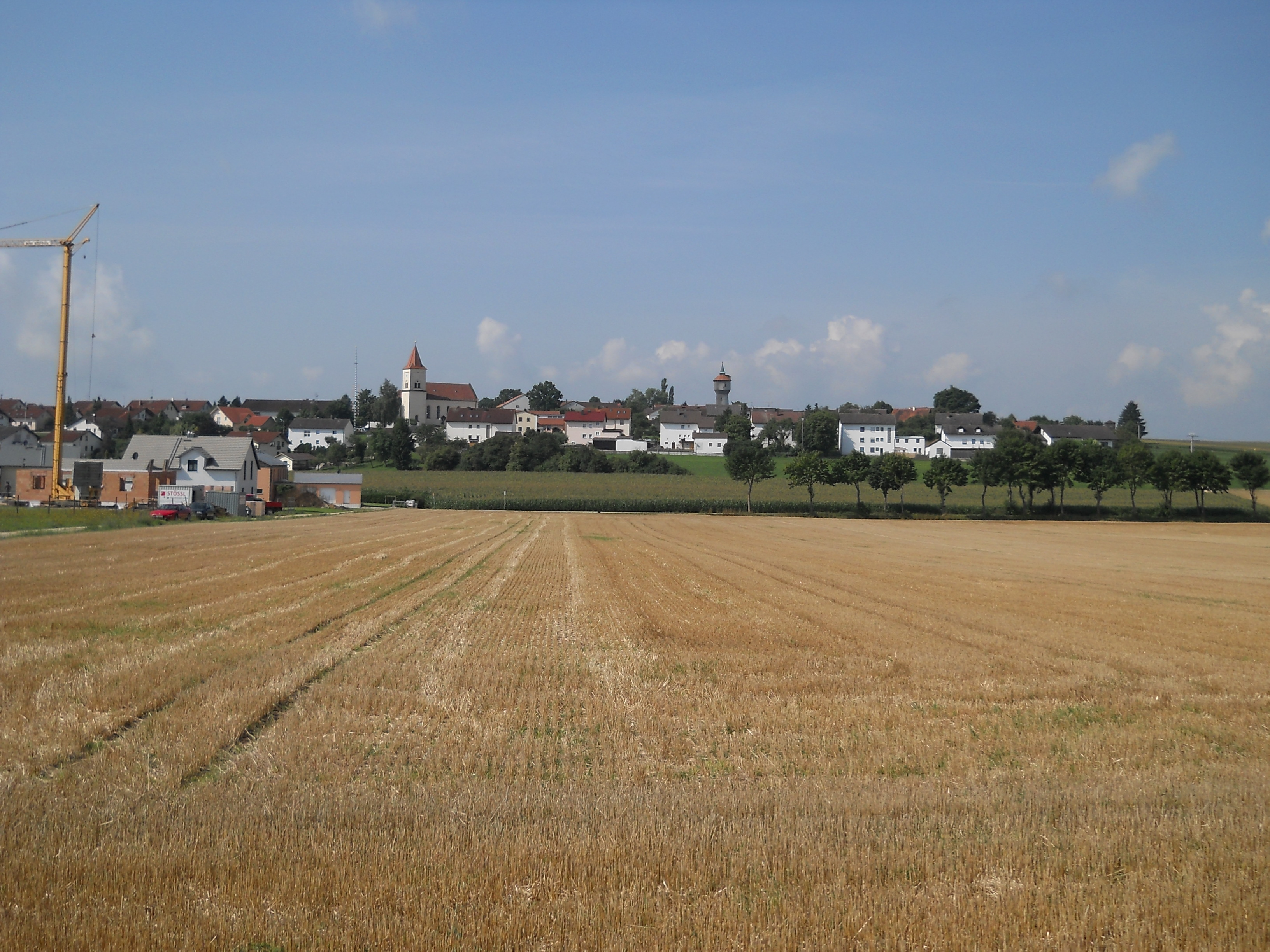
Rupertsbuch bei Tage

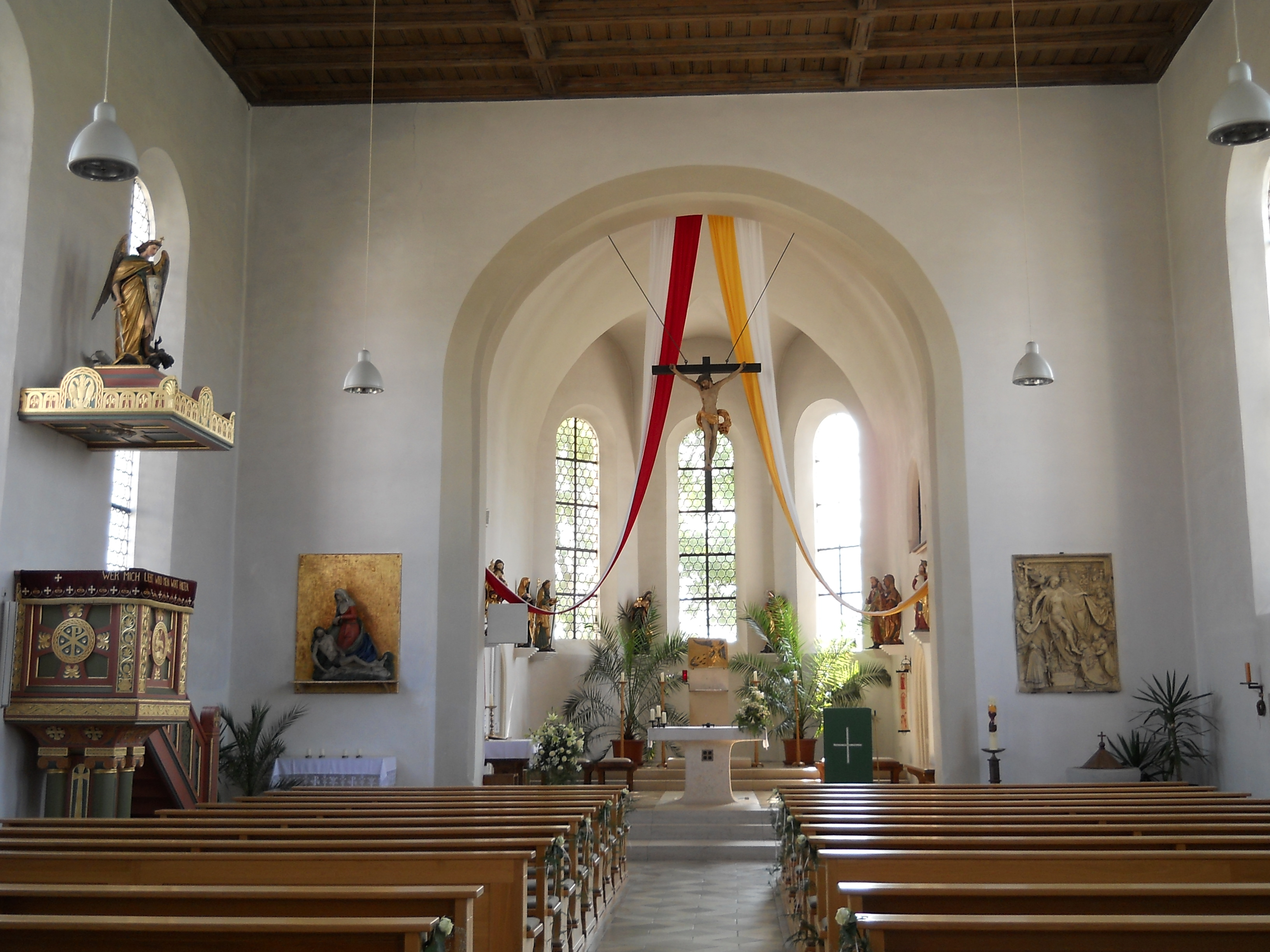
In der Pfarrkirche

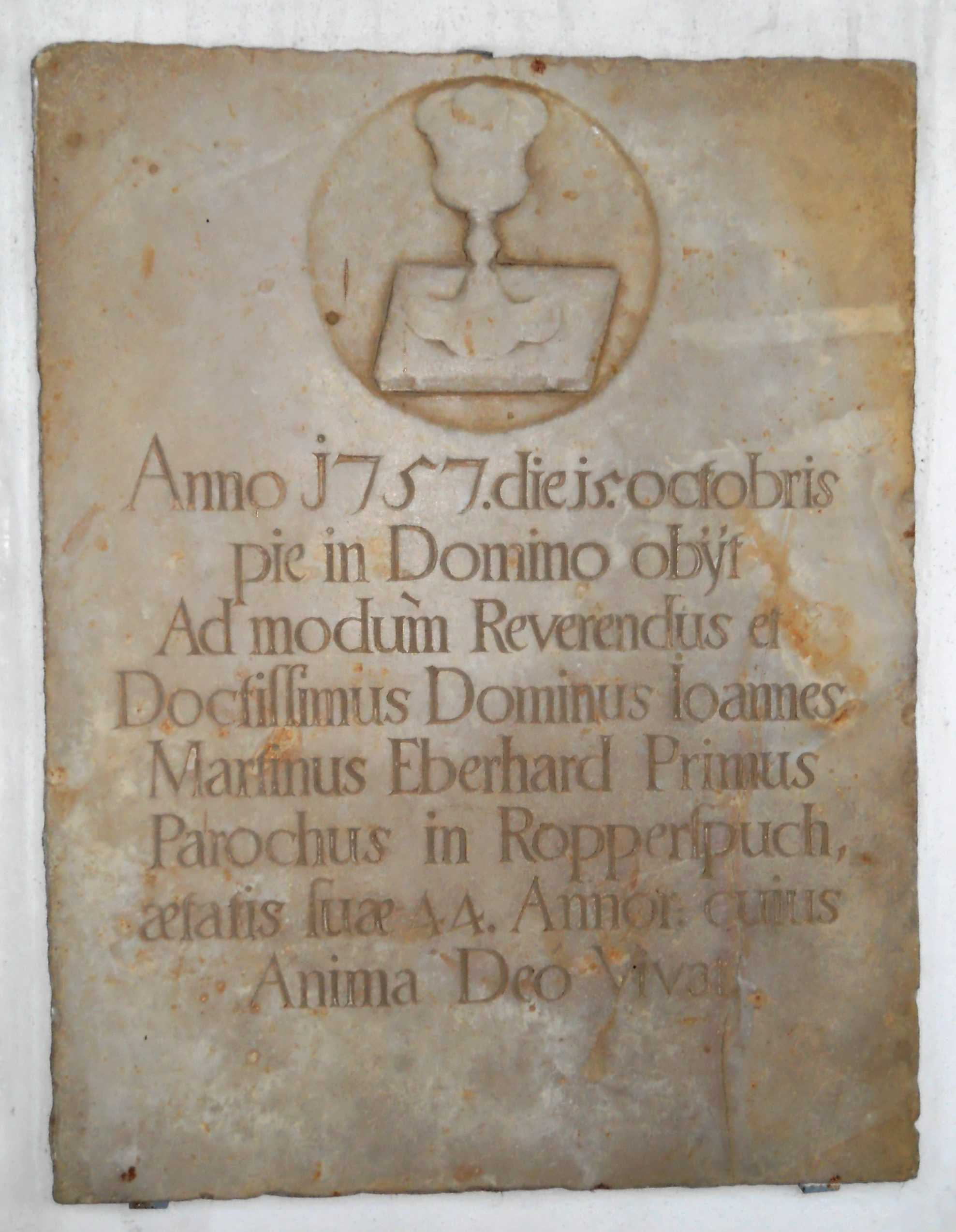
Gedenkstein an den ersten Pfarrer von Rupertsbuch

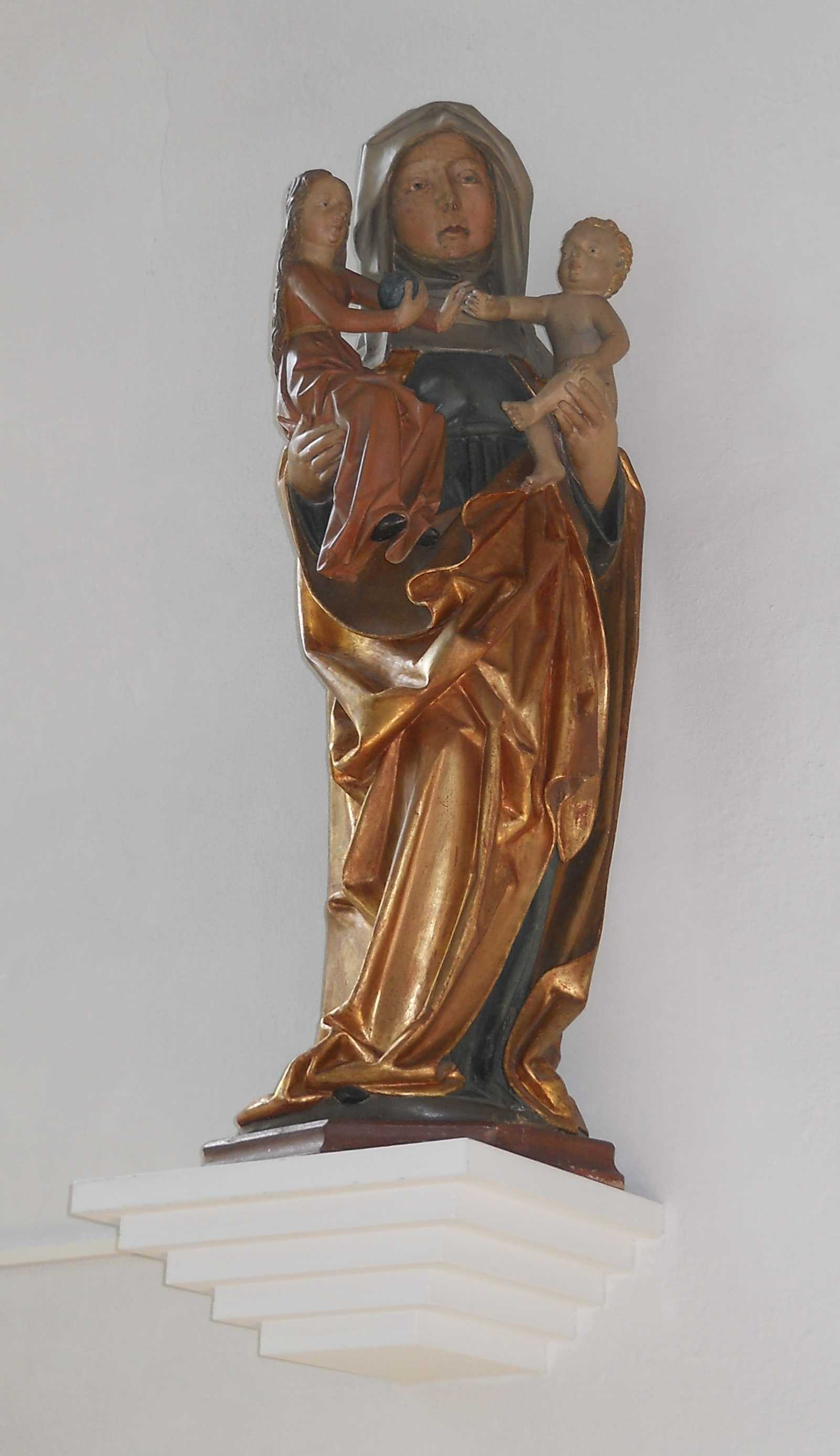
Anna-selbdritt-Gruppe in der Pfarrkirche

Rupertsbuch (bairisch Rupadschbouch) ist ein Gemeindeteil von Schernfeld im oberbayerischen Landkreis Eichstätt.

## Lage
Das Pfarrdorf liegt auf der Hochfläche der Südlichen Frankenalb nördlich des Altmühltales an der B 13 zwischen Eichstätt und Weißenburg in Bayern.

## Geschichte
Der Ort Rupertsbuch (Ruotpoldespuoch, d. h. Buchenwald des Ruotpold) ist 1002 bei der Erteilung des Wildbanns durch Kaiser Otto III. erstmals urkundlich erwähnt. 1289 erhielt der Eichstätter Bischof durch den letzten Hirschberger Grafen Gebhard VII. ein Gut in Rupertsbuch. 1347 erwarb der Eichstätter Bischof Albrecht I. von Hohenfels die Ortschaften Rupertsbuch und Workerszell von den Grafen Oettingen. In der Zeit von 1338 bis 1440 gehörten die beiden Dörfer den Herren von Heideck. 1443 wurden sie vom Eichstätter Bischof Albrecht II. von Hohenrechberg zurückgekauft. Rupertsbuch, aus sieben Untertanen(-familien) bestehend, unterstand fortan bis zur Säkularisation bezüglich der Dorf- und Gemeindeherrschaft dem Kastenamt Mörnsheim, hochgerichtlich dem Pflegamt Dollnstein. Auch das Spital Eichstätt hatte Grundbesitz in Rupertsbuch.
Vom Palmsonntag bis Karfreitag im Jahr 1460 lagerte das feindliche Heer der Herzöge von Bayern-Landshut, die zu dieser Zeit mit dem Eichstätter Bischof im Krieg lagen, in der Nähe. Die gesamte Umgebung wurde geplündert.
1486 tauschte der Eichstätter Bischof Wilhelm von Reichenau Güter in Rupertsbuch mit dem Augustinerchorherrenstift Rebdorf.
1808 bildete Rupertsbuch zusammen mit Sappenfeld, Schönau und Schernfeld mit Harthof den Steuerdistrikt Schernfeld. Seit 1818 gehörte Rupertsbuch zur Gemeinde Workerszell, wobei der Ferdinandshof, das ehemalige herzogliche Gestüt Geländer und das Gut Sperberslohe mit eingeschlossen waren. 1910 wurde der – heute nicht mehr als solcher genutzte – Wasserturm in Rupertsbuch errichtet. Er hat eine Höhe von 25 m und eine Kapazität von 100 m³.
Der Erste Weltkrieg forderte 1918 auch aus der Pfarrei Rupertsbuch seine Opfer. 85 Personen werden zu den Waffen gerufen, von denen 19 nicht mehr in die Heimat zurückkehrten.
Nach dem Ende des Zweiten Weltkrieges 1945 musste eine schreckliche Bilanz gezogen werden: 145 Pfarrangehörige waren zum Kriegsdienst einberufen worden, 24 sind gefallen, 12 vermisst, 2 in Russland und 4 in der Heimat an den Folgen ihrer Kriegsverletzungen gestorben.
Am 1. Mai 1978 wurde die Gemeinde Workerszell mit den Ortsteilen Workerszell, Rupertsbuch, Langensallach, Sperberslohe, Lohrmannshof und Petershöhe in die Gemeinde Schernfeld eingegliedert.

## Die katholische Pfarrei Rupertsbuch
Nach einigen Notizen ist zu schließen, dass 1450 in Rupertsbuch/Workerszell ein Pfarrer und ein Pfarrhaus vorhanden waren. 1749 gründete Johann Anton II., Bischof von Eichstätt, die Pfarrei Rupertsbuch in Abtrennung von der Marienpfarrei (Collegiata) in Eichstätt, wobei besonders Graf Sigmund Christoph von Schrattenbach, Kanonikus in Salzburg, Eichstätt und Augsburg, als Wohltäter auftrat. 1750 wurde das Pfarrhaus gebaut. Fünf Jahre später gründete sich die St. Anna-Bruderschaft. 1757 starb der erste Pfarrer der neuen Pfarrei „Roppersbuch“, Johann Martin Eberhard.
1860 wurde ein neues Schul- und Mesnerhaus gebaut, das 1926 durch ein neues und größeres Schulhaus mit 2 Klassenräumen ersetzt wurde. Dieses wurde – nach kurzzeitiger Nachfolgenutzung als Kindergarten – um 1991 abgerissen. 1985 wurde der Neubau eines Jugendheimes im Pfarrgarten fertiggestellt. 1994 wurde der neue Kindergarten der Pfarrei eröffnet.
1916–1946 war Johann Baptist Brand, 1946–1984 Alfons Girbinger und 1984–1993 Josef Bierschneider Pfarrer von Rupertsbuch. Seit 1. September 1993 bekleidet Franz Remberger das Amt.

### Katholische Pfarrkirche St. Michael
1683/84 erneuerte Jakob Engel die baufällige Kirche. Am 3. September 1896 früh 2 Uhr brannte der Kirchturm völlig ab. Die Glocken fielen herunter, die Kirchenuhr wurde zerstört. Ein Lehrling des Schlossers Bayerschmitt hatte den Lötofen am Abend im Turm aufbewahrt. Am 27. September 1897 legte Pfarrer Michael Seitz den Grundstein zum Neubau der heutigen neuromanischen Kirche; der Turm, dessen Untergeschosse aus dem Mittelalter stammen und der ehemals den Chor enthielt, wurde mitverwendet. 1901 wurde die neue Orgel mit 12 Registern von der Orgelbauanstalt Bittner, Eichstätt, eingebaut. 1903 malten der Historienmaler Lang, München, und Luxenhofer, Neumarkt, die Kirche im nazarenischen Stil aus. 1950 erfolgte die Anschaffung und Weihe von vier neuen Glocken für die Pfarrkirche. 1955 wurde eine Innenrestauration der Kirche ausgeführt. In der Pfarrkirche befindet sich das Jura-Marmor-Relief eines Gnadenstuhls, eine Votivgabe des Eichstätter Bischofs Moritz von Hutten von 1551, geschaffen von Loy Hering nach einem Holzstich von Albrecht Dürer. Es befand sich als Altarmittelstück ursprünglich in der 1818 abgerissenen Kollegiatpfarrkirche (heute Volksbank) zu Eichstätt. Die Bittner-Orgel wurde 1999 abgebaut und eine neue Orgel der Orgelbaufirma Redeker und Kreuzer aus München aufgestellt. 2003 wurden neue Kirchenbänke eingebaut.

## Einwohnerentwicklung

Einwohnerentwicklung

## Sonstiges

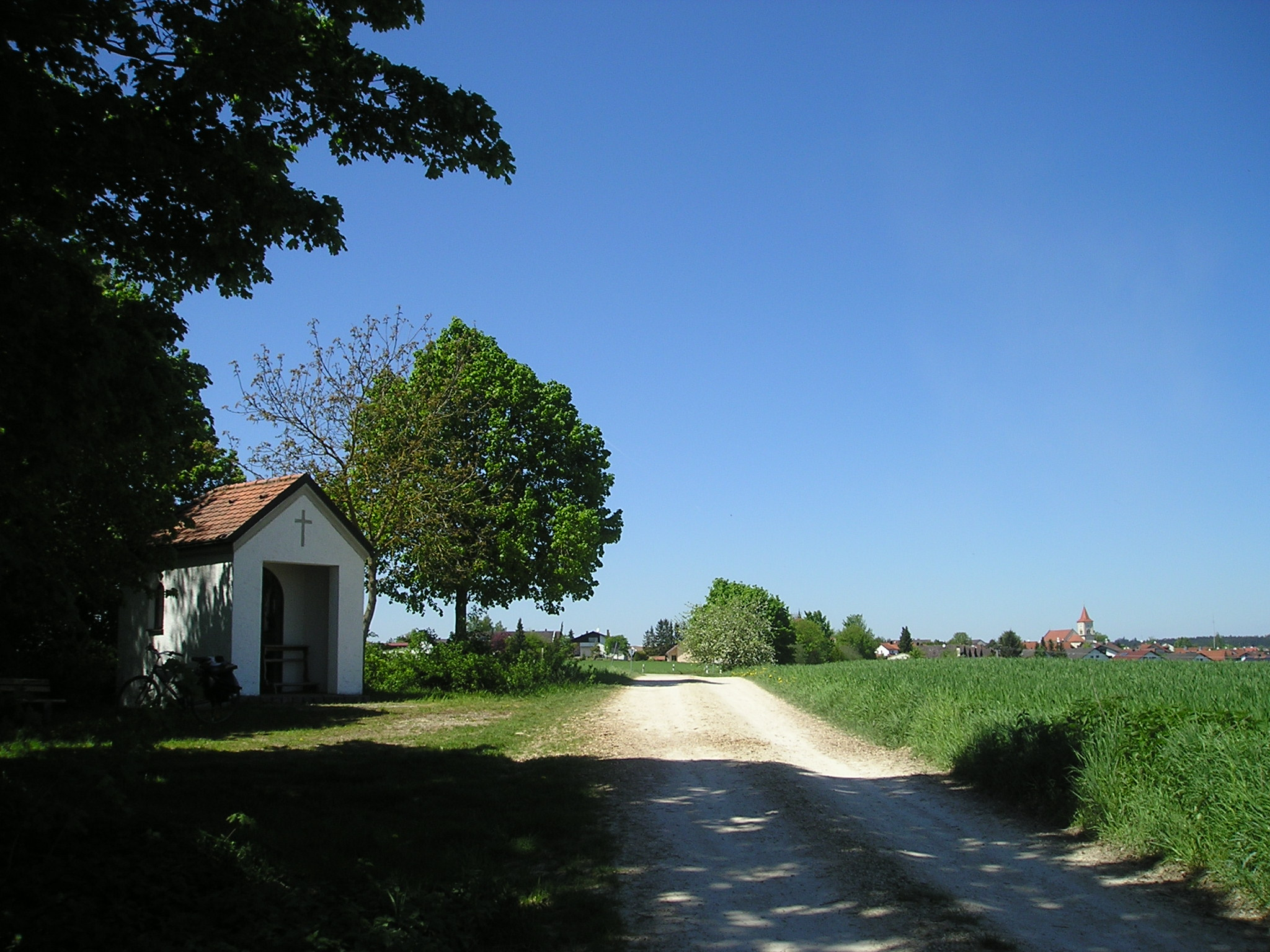
Wickenzell-Kapelle mit Rupertsbuch

- 1953 wurde der Schützenverein „Jurahöhe“ Rupertsbuch gegründet.
- An kirchlichen Vereinen gibt es die Katholische Landjugend-Bewegung (KLJB) und einen Zweigverein des Katholischen Deutschen Frauenbundes (KDFB)
- Der Krieger- und Kameradschaftsverein von Rupertsbuch feierte 1974 sein 50-jähriges Gründungsjubiläum.
- 1986 erfolgt die Weihe des neuen Kriegerdenkmals.
- Südlich von Rupertsbuch erinnert am Rand eines Wäldchens eine Flurkapelle an den aufgelassenen Ort Wickenzell, der bis ca. 1548 existierte und aus drei Höfen und einem Kammerlehen des Augustiner-Chorherrenstiftes Rebdorf bestand. An der heutigen Kapelle sollen, wie ein Erinnerungsstein im Innern aussagt, zwei Mädchen aus diesen Höfen ermordet worden sein.